# Montréal
Montréal (francouzsky  mɔ̃.ˌʁe.al) nebo [montriól] podle anglické výslovnosti) je druhé největší kanadské město, největší město provincie Québec a čtvrté největší frankofonní město na světě (po Kinshase, Paříži a Abidžanu). Žije zde přibližně 1,80 milionu obyvatel (bez aglomerace). Montréal se nachází na jihu provincie Québec, asi 270 kilometrů jihozápadně od provinčního hlavního města Québecu a 190 kilometrů východně od Ottawy, hlavního města Kanady. Město leží na Montréalském ostrově, na soutoku řeky Ottawy a Řeky svatého Vavřince. Leží zde největší vnitrozemský přístav na světě.

## Historie

### Francouzské období
Prvním Evropanem, který přistál se svou posádkou a plachetnicovou korvetovou lodí na území dnešního Montréalu byl Jacques Cartier. Vylodil se na břehu říčního ostrova 2. října 1535 a zde potkal domorodce, Irokéze, který mu ukázal směrem do „místa shromáždiště”, v řeči původních obyvatelů „Kanada”.
Tato „Kanada” byla osadou s názvem Hochelaga.
Později, přistál u stejných břehů Samuel de Champlain. Tehdy osada Hochelega už neexistovala.
Nicméně označení Kanada (vesnice, shromaždiště) již zůstalo a ujalo se jako název celé země.
V roce 1611 založil De Champlain obchodní místo,”La Place Royale”, kde Francouzi vyměňovali s původními místními obyvateli evropské předměty jako zrcátka nebo střelné zbraně za vzácnou kožešinu bobra kanadského. Dodnes existuje obchodní společnost” La Baie de Hudson”, která v té době vznikla.
První evropské osídlení Montréalského ostrova bylo vytvořeno roku 1639 francouzským daňovým výběrčím Jérômem Le Royerem. Misionáři Paul Chomedey de Maisonneuve, Jeanne Manceová založili 17. května 1642 kolonii “Ville Maria”. Jeane Manceová je považována za zakladatelku města. Věnovala se především dětem, založila nemocnici a školu. Manceová přistála v Nové Francii až v poměrně pozdějším věku pětatřiceti let a ve Francii za sebou nechala 13letého syna. Do vlasti se již nikdy nevrátila. Kolonie Villa Maria se stala centrem obchodu s kožešinami a centrem šíření katolického náboženství. Irokézové pokračovali v útocích na osadu až do roku 1701, kdy byl uzavřen mír díky vyjednavatelské obratnosti Velkého náčelníka Huronů z Velkých Jezer, Kondiaronka.
Zajímavou kapitolu v obchodu s původním obyvatelstvem bylo opatření De Maisonneva, který nařídil obchodovat pouze s osadami, které povolily přítomnost katolických kněží, jezuitů.
Mnozí noví přistěhovalci z Francie si brali dívky původního obyvatelstva a i dnes, více než 80% obyvatel ostrova Montrealu, v sobě přechovává indiánský původ, jak dokazují zkoumání DNA obyvatelů města. Mnozí z původních amerických indiánů mají francouzská příjmení. Z této doby a podle mírových úmluv, celé území města Montrealu stále patří původním obyvatelům, Mohawkům, Huronům a Irokézům.
Město zůstávali čistě francouzským až do roku 1760, kdy Pierre François de Rigaud a Marquis de Vaudreuil-Cavagnal podlehli britské armádě pod vedením Jefreyho Amhersta. 18. května 1765 zničil požár jednu čtvrtinu města.

### Britská nadvláda
Pařížský mír v roce 1763 ukončil sedmiletou válku a území Nové Francie padlo do rukou Velké Británie.
Francouzský král tedy prohlásil že ty “kanadské medvědy” stejně nikdo nechce.
Zrada Francie na vlastní kolonii zachovala navždy v srdcích Quebečanů a obyvatel Montrealu jistou hořkost k původní vlasti.
Montréal se nakonec rozrostl díky přistěhovalectví z Velké Británie. Velký přísun anglicky mluvících obyvatel způsobil vznik dvou zhruba stejně velkých jazykových komunit. Z rostoucí anglické komunity vyplynula stavba jedné z nejstarších kanadských univerzit, McGillovy Univerzity.

### Po sjednocení Kanady vroce 1867

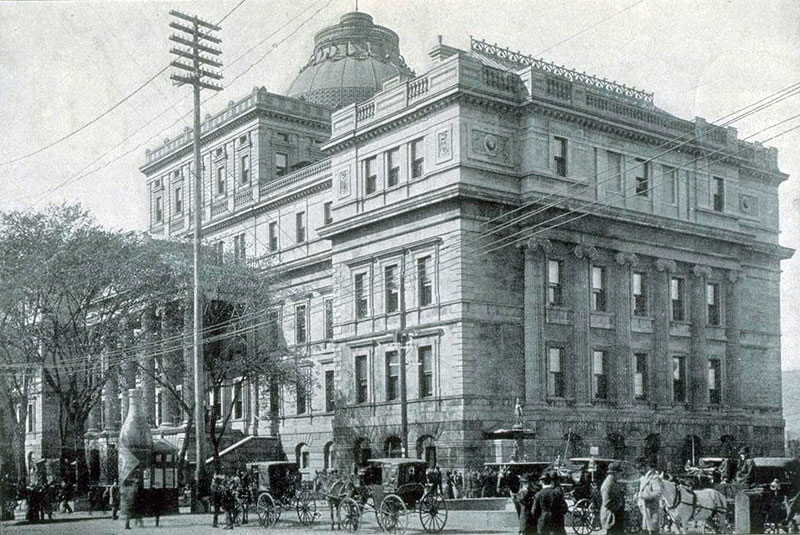
Budova soudu v Montréalu v roce 1880

V roce 1852 měl Montréal 58 000 obyvatel, od roku 1860 byl největším městem Britské Severní Ameriky a bezesporu ekonomickým a kulturním centrem Kanady. S připojením sousedním měst v letech 1883 až 1918 se Montréal opět stal hlavně frankofonním městem. Takto začala tradice střídání francouzsky a anglicky mluvících starostů, která trvala až do roku 1914. Po první světové válce, během prohibice ve Spojených státech, se Montréal změnil v útočiště pro Američany toužící po alkoholu. Zdejší magnát a výrobce whiskey “Canadian Crown”, podnikatel Broffman, se pak stal, díky dodávkám alkoholu americké mafii, vedené Al Caponem, jedním z nejbohatších mužů Kanady.
Jakmile se Kanada vzpamatovala ze Světové hospodářské krize v polovině 30. let, začaly se objevovat první mrakodrapy jako například Sun Life Building.
Během druhé světové války protestoval tehdejší starosta Montréalu Camillien Houde proti branné povinnosti a nutil obyvatele svého města, aby ignorovali vládní nařízení o registraci všech mužů a žen. V Ottawě starostova neposlušnost vyvolala vlnu nevole, a proto ho umístili do vězeňského tábora až do roku 1944, kdy byla vláda přinucena zavést brannou povinnost.
Jak rostl počet obyvatel, byly zde postaveny stovky katolických kostelů. Tato skutečnost vysvětluje několik někdejších přezdívek města: „the city of Saints“ (Město Svatých) a „La ville aux cent clochers“ (Město sta zvonic). Množství názvů ulic začínajících „St“ a „Ste“ připomíná katolickou minulost i současnost Montréalu.

## La Révolution tranquille - léta šedesátá
Všechno to začalo nevinně stávkou televizních režisérů státní televize. V Montrealu nebyli televizní pracovnici spokojeni, protože jejich výplaty nebyly dost vysoké. Po mnoha týdnech stávky se vydali, i se známými tvářemi tehdejšího televizního nebe, do Ottawy, protestovat, a zjistili, že anglofonní parlament ani neví, že existuje francouzská sekce státní televize. Setkali se s absolutní nezájmem. Autobus odjel zpět do Montrealu a stávkující umělci si uvědomili, a hlavně jeden z nich, René Lévesque, že celá provincie Québec je ostatními kanadskými spoluobčany podceňována a vysmívána. Ze dne na den se zrodilo hnutí Parti Quebecois.
Toto nacionalistické hnutí mělo také svoji militantní teroristickou odnož, která terorizovala bohaté anglofonní podnikatele, nechávala vybuchovat podomácku vyrobené bomby a nakonec zavraždila i ministra práce. To tehdejší premiér a rodák z Montrealu, Pierre Elliott-Trudeau, nenechal bez odezvy. Vyhlásil v Montrealu stanné právo. V ulicích držely patrolu tanky. ”Just watch me go”, zněla v ulicích premiérova slova na adresu teroristů.
V Montrealu tenkrát vystoupil i generál DeGaulle. Na tribuně v Montrealu pronesl ”Vive Le Québec Libre!”.
A boj za uznání francouzštiny, francouzské kultury, francouzského vysokého školního vzdělávání, francouzské justice, úplné rovnoprávnosti žen, práva na bezplatné zdravotní ošetření, znárodněním elektrických závodů, znárodnění komunikačních systému mohl začít.
K formování nové společnosti se přidal v roce 1966 všeobecný ateismus a opuštění katolických klerikálních zásad.
Montréal se stal mekkou modernosti a nezávislosti.

## Česká komunita v Montrealu
Montréal se stal v roce 1948 městem, které přijalo mnohé uprchlíky před komunistickým režimem. Emigrovali sem význační podnikatelé jako vynálezce Karel Velan anebo rodina Jelínek. Kromě podnikatelské špičky českého národa sem přijeli také přeživší z koncentračních táborů. Jejich významným představitelem byl lékař a spisovatel Dr. Rudolf Roden a světoznámá organizátorka humanitární pomoci sirotkům a rodinám v místech válečných konfliktů, Lotta Hitschmanová.
V roce 1968, kdy se z Československa stěhovala druhá vlna emigrace, československá obec vytvořila “Československé sdružení”. Organizace a její členové nové uprchlíky zabezpečovali a usnadňovali jim tak se v Kanadě usadit.
V této druhé vlně emigrace byli výjimeční lékaři jako vedoucí katedry genetiky prof. dr. Emil Skamene anebo zakladatel moderního zahradnictví Milan Havlin, po kterém je pojmenovaná prestižní cena zahradní architektury.
V sedmdesátých a osmdesátých letech přilétali také do Montrealu tzv. Kubánci. Byli to Češi, kteří se rozhodli emigrovat a zaplatili si zájezd od Čedoku na Kubu. Letadlo ze socialistické destinace mělo mezipřistání v Montrealu. Lidé utíkali letištním prostorem ke svobodě, honění členy tajné policie, odhazovali kufry, jen aby doběhli do emigračního oddělení montrealského letiště Mirabel.
V dnešní době česká komunita Montrealu počítá méně než 1800 lidí. ČR uzavřela svůj konzulát na Avenue des Pins a Češi se scházejí díky stálému působení měsíčníku “Věstník”. “Věstník” byl založen v padesátých letech páterem Janíčkem, který také založil tábor v přírodě za městem, v oblasti zvané Lanaudiere.
V osmdesátých a devadesátých letech do Montrealu přijížděli na pozvání čeští umělci, zvláště díky organizátorovi Láďovi Křivánkovi. Čeští zpěváci vystupovali pro českou komunitu a jejich koncerty a vystoupení byla placena Československým sdružením.
Češi jsou přítomni v povědomí Montrealanů díky hokejovým hráčům jako byli Plekanec, Svoboda anebo Ručinský. V Montrealu působí klavírista Karlíček, herečka Lucie Vondráčková a režisérka a filmařka Tina Adams (Martina Adamcová).
V Montrealu také po určitou dobu bydlela a působila první manželka bývalého amerického prezidenta, podnikatelka a spisovatelka, Ivana Trumpová.

## Současnost

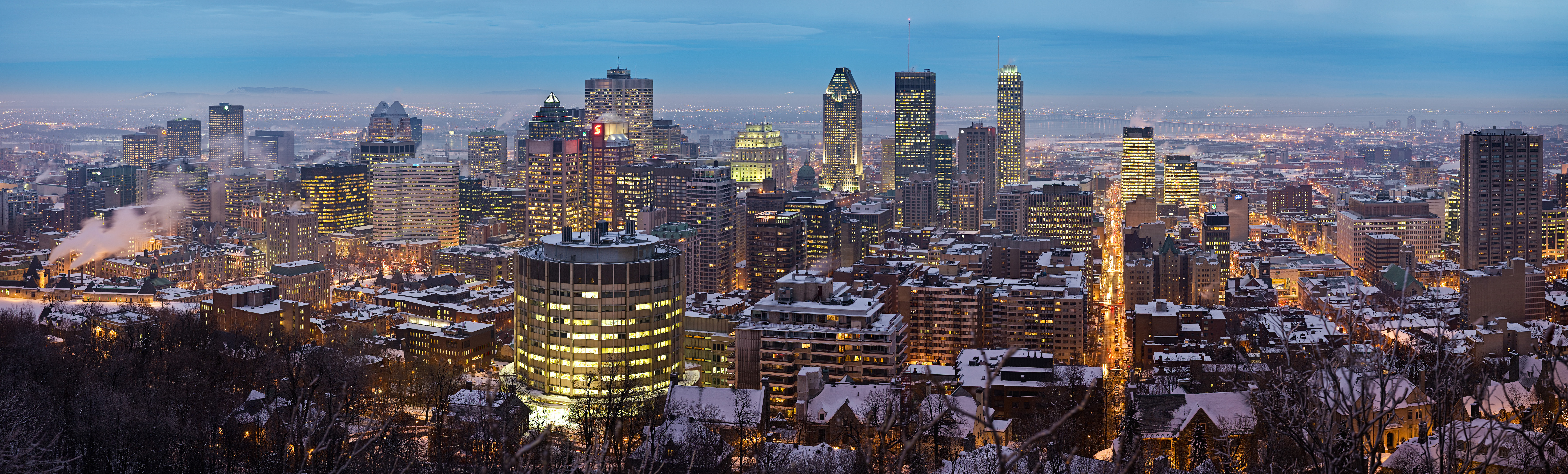
Panorama centra Montréalu

Dnes je Montreal kosmopolitní městem s širokou škálou přistěhovalců z celého světa. Většina montrealanů mluví jak anglicky, tak francouzsky a není výjimkou, že konverzace se odehrává mezi dvěma lidmi, kdy jeden z nich mluví francouzsky a druhý odpovídá anglicky a naopak. Všeobecně přijatým pozdravem je dvojjazyčné “Bonjour,Hi”.
Město je rozděleno osově souměrně na východní a západní část bulvárem St-Laurent. Adresy ulic nesou stejná čísla popisná a proto se musí vždy určovat v jaké části města se adresa nachází, zda na západě (přípona O.) anebo na východě (přípona E.)
Ve východní části města se mluví francouzsky, převažují francouzské restaurace a i způsob života připomíná francouzské kořeny, na rozdíl od části západní, kde kraluje angličtina a britský vliv.
Město prožívá veliký rozvoj obytných budov, převážně výškových, z nich mnohé dosahují až do 200 m.
Velkou přestavbu zažívají také infrastruktury, celý systém obchvatu silnic je v přestavbě, k 1. červenci 2019 byl otevřen nový most, “Pont Samuel de Champlain”, a celý obchvat” Echangeur Turcott” je momentálně největší veřejnou stavbou v Kanadě.
V opravě je také systém vodního potrubí.
Infiltrace italské mafie do státních zakázek na konci devadesátých let, a která trvala 20 let, zavinila , že infrastruktura města byla po desetiletí ponechána v dezolátním stavu.
Tento neblahý vliv organizovaného zločinu byl přerušen díky vyšetřování zvláštní komise a město prožívá svoji obnovu.
Velmi populárním místem turistů je Montreal díky nespočetným festivalům, ať už je to hudební festival , Festival de Jazz, festival jen tak pro zasmání, Just For Laugh, festival světel, Montreal en lumieres.
Asi největší každoroční atrakcí je závod Formule 1.
Okruhu nese jméno závodníka Villeneuvea.
Město je centrem výrobců počítačových her a hlavní aktivity zde má Ubisoft.
Pro návštěvníky ze severní Ameriky je město přitažlivé svojí starobylou francouzskou architekturou. Tu lze obdivovat v původním starém přístavu - Vieux Port-, kde zůstávají fasády pečlivě zachované a neporušené.

## Světová výstava EXPO'67
V roce 1967 se zde také konala velká světová výstava EXPO'67, kde se bývalé Československo, mimo jiné, též prezentovalo svým projektem Kinoautomatu. Pro samotné město Montréal to byl bezesporu významný mezinárodní úspěch, který se pak o devět let později zopakoval v podobě letních olympijských her.

## Sport

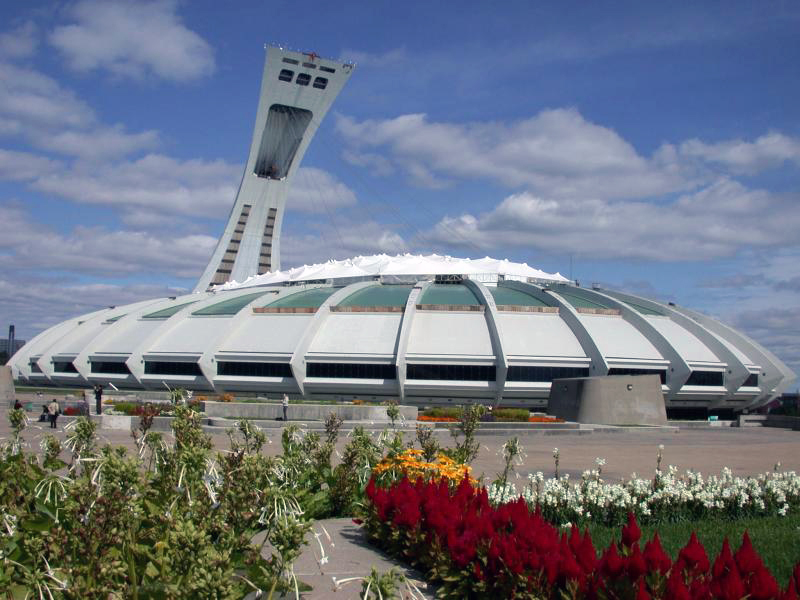
Olympijský stadion v Montréalu

Nejdůležitější sportovní událostí Montréalu byly roku 1976 XXI. letní olympijské hry. Nejoblíbenějším sportem v Montréalu je lední hokej. Místní tým, Montréal Canadiens, je jedním ze šesti zakládajících členů kanadsko-americké NHL (patří do tzv. Original Six). Montréal Canadiens jsou rovněž nejúspěšnějším týmem NHL, získali Stanley Cup už 24×, své domácí zápasy hrávají v hale Bell Centre s oficiální kapacitou pro hokej 21 273 diváků. K dalším místním sportovním klubům patří: Montréal Alouettes (kanadský fotbal), Montréal Impact (fotbal) a Montréal Matrix (basketbal). V roce 1967 se v Montréalu konalo první atletické mezikontinentální utkání Amerika-Evropa. V roce 1979 zde proběhl v pořadí druhý Světový pohár v atletice, předchůdce dnešního Kontinentálního poháru. V roce 2005 hostil Montréal mistrovství světa v plavání.

## Podnebí
Podnebí Montréalu je charakterizováno velikými rozdíly mezi létem a zimou. Nejchladnějším měsícem je leden, kdy se průměrná teplota pohybuje kolem −10 °C, v červenci, nejteplejším měsíci, se pak průměrná teplota vyhoupne až k 21 °C. Absolutní extrémy: −35 °C (leden, únor) a téměř 40 °C (červenec, srpen). Celý rok je dostatek srážek, které jsou v období od listopadu do dubna sněhové. Průměrný roční úhrn srážek činí přibližně 1 000 mm.

## Osobnosti
- Norma Shearerová (1902–1983), herečka, držitelka Oscara
- Eric Berne (1910–1970), lékař a psychiatr
- Pierre Trudeau (1919–2000), kanadský politik, premiér Kanady v letech 1968–1979 a 1980–1984
- Rudolph A. Marcus (* 1923), chemik, držitel Nobelovy ceny
- Oscar Peterson (1925–2007), jazzový pianista a skladatel
- William Shatner (* 1931), herec
- Sidney Altman (1939–2022), chemik, držitel Nobelovy ceny
- Geneviève Bujold (* 1942), herečka
- Mike Bossy (1957–2022), hokejista, čtyřnásobný držitel Stanley Cupu
- Corey Hart (* 1962), kanadský popový zpěvák
- Julie Payetteová (* 1963), kanadská inženýrka, astronautka a politička, generální guvernérka Kanady v letech 2017–2021
- Mario Lemieux (* 1965), bývalý kanadský hokejový útočník, dvojnásobný držitel Stanley Cupu, zlatý olympijský medailista
- Yannick Bisson (* 1969), herec
- Naomi Kleinová (* 1970), kanadská novinářka, spisovatelka, feministka a aktivistka
- Jessalyn Gilsig (* 1971), herečka
- Benjamin Kowalewicz (* 1975), frontman a zpěvák punk rockové skupiny Billy Talent
- Emmanuelle Chriqui (* 1977), herečka
- Jason Reitman (* 1977), kanadsko-americký filmový režisér a scenárista
- Pierre Bouvier (* 1979), muzikant a člen skupiny Simple Plan
- Charles André Comeau (* 1979), bubeník v rockové kapele Simple Plan
- Rachelle Lefevre (* 1979), herečka
- Caroline Ouelletteová (* 1979), hokejistka, čtyřnásobná zlatá olympijská medailistka
- Jessica Paré (* 1980), herečka
- Maryse Ouellet (* 1983), glamour modelka a profesionální wrestlerka
- Vanessa Lengies (* 1985), herečka a zpěvačka
- Marc-Edouard Vlasic (* 1987), hokejista, zlatý olympijský medailista ze ZOH 2014
- Aleksandra Wozniaková (* 1987), bývalá profesionální tenistka
- Emeraude Toubia (* 1989), kanadská herečka a modelka
- Eugenie Bouchardová (* 1994), kanadská profesionální tenistka
- Lance Stroll (* 1998), kanadský automobilový závodník, pilot Formule 1
- Leylah Fernandezová (* 2002), profesionální tenistka

## Partnerská města
- Alžír, Alžírsko
- Dublin, Irsko (1979)
- Hirošima, Japonsko (1998)
- Jerevan, Arménie (1998)
- Lakhnaú, Indie (2000)
- Lyon, Francie (1979)
- Manila, Filipíny (2005)
- Milán, Itálie (1996)
- Paříž, Francie (2006)
- Pusan, Jižní Korea (2000)
- Šanghaj, Čína (1985)